# Ziancsurinszki járás
A Ziancsurinszki járás (oroszul Зианчуринский район, baskír nyelven Ейәнсура районы) Oroszország egyik járása a Baskír Köztársaságban.

## Népesség
- 1970-ben 33 744 lakosa volt, melyből 18 094 baskír (58,6%), 4 219 tatár (12,5%).
- 1989-ben 27 169 lakosa volt, melyből 17 843 baskír (65,7%), 3 511 tatár (12,9%).
- 2002-ben 30 091 lakosa volt, melyből 21 516 baskír (71,5%), 4 671 orosz (15,52%), 3 149 tatár (10,46%), 319 csuvas.
- 2010-ben 27 626 lakosa volt, melyből 19 328 baskír (70,6%), 4 144 orosz (15,1%), 3 221 tatár (11,8%), 279 csuvas, 60 ukrán, 18 mordvin, 9 fehérorosz, 3 mari.

| Lakosok száma | 30 091 | 29 979 | 30 120 | 27 626 | 27 325 | 26 472 | 26 019 | 25 850 | 25 582 | 24 522 |
|               | 2002   | 2008   | 2009   | 2010   | 2012   | 2014   | 2015   | 2016   | 2017   | 2021   |